# مسجد الإيمان (سكيكدة)
مسجد الإيمان. يقع في حي 8 مايو 1945  بمدينة سكيكدة يعتبر من المساجد التي بنيت بعد الاستقلال بني يوم 19 يونيو 1979 م يُعد من المساجد الكبيرة المتواجدة على تراب مدينة سكيكدة مساحته تفوق خمسة آلاف متر مربع يسع المسجد لعشرة آلاف مصلي يتكون من ثلاثة طوابق وصومعتين طولهما 45 م يضم أربع قاعات للصلاة للرجال وقاعة للنساء

## روابط خارجية
- صورة خارجية للمسجد قبل اكتمال أشغال توسعتهة(vitaminedz)
- Mosquée Al imène (placesmap.net)